# 3 Persei
3 Persei, som är stjärnans Flamsteed-beteckning, är en ensam stjärna belägen i den nordvästra delen av stjärnbilden, Perseus. Den har en skenbar magnitud på ca 5,70 och är svagt synlig för blotta ögat där ljusföroreningar ej förekommer. Baserat på parallaxmätning inom Hipparcosuppdraget på ca 13,3 mas, beräknas den befinna sig på ett avstånd på ca 245 ljusår (ca 75 parsek) från solen. Den rör sig närmare solen med en heliocentrisk radialhastighet av ca –0,7 km/s.

## Egenskaper
3 Persei är orange till gul underjättestjärna av spektralklass K0 IV, som har förbrukat förrådet av väte i dess kärna och är på väg att utvecklas  till en röd jätte, även om Silva et. al. (2015) kategoriserade den som en ren jättestjärna.  Den har en massa som är ca 1,3 solmassor, en radie som är ca 8 solradier och utsänder ca 37 gånger mera energi än solen från dess fotosfär vid en effektiv temperatur på ca 4 800 K.